# Stosswihr

Stosswihr este o comună în departamentul Haut-Rhin din estul Franței. În 2009 avea o populație de 1.398 de locuitori.

## Evoluția populației
| An        | 1975  | 1982  | 1990  | 1999  | 2006  | 2009  |
| --------- | ----- | ----- | ----- | ----- | ----- | ----- |
| Populație | 1.306 | 1.264 | 1.276 | 1.305 | 1.389 | 1.398 |